# Сіко I (князь Беневентський)
Сіко I (†832), князь Беневентський (817—832), зайняв престол після убивства князя Грімоальда IV. До цього був правителем Ачеренци
Як і Грімоальд IV зобов'язувався щорічно сплачувати 7000 солідів данини королю Людовику Благочестивому, однак ніколи не виконував ці обіцянки. Намагався розширити територію князівства за рахунок земель візантійців. Бл. 831 осадив Неаполь, але не зміг захопити місто. Натомість заснував лінію правителів Капуї.
Мав дочку Ітту, яка була дружиною герцога Сполетського Гі I. Після смерті Сіко його престол спадкував син Сікард.